# Mantel (Zeitung)
Der Mantel („Mantelteil“, „Mantelseiten“) ist der überregionale Teil einer Regionalzeitung. Er besteht in der Regel aus der Titelseite, Politik, Wirtschaftsnachrichten, überregionalem Feuilleton und Sport sowie gelegentlich Meinungsseiten.

## Hintergrund
Regional- oder Lokalzeitungen lassen sich die Mantelseiten häufig zuliefern. Gerade kleine Lokalblätter sind häufig finanziell und personell nicht in der Lage, eine so genannte „Vollzeitung“ zu produzieren. Da der Schwerpunkt dieser Blätter auf ihrem Lokalteil liegt, beziehen sie den überregionalen Teil von einer anderen, meist größeren und überregional erscheinenden Zeitung oder betreiben zusammen mit anderen Zeitungen eine gemeinsame Mantelredaktion. 
Ebenso ist es üblich, dass verschiedene kleinere Blätter aus demselben Verlagshaus mit den gleichen Mantelseiten erscheinen. Durch die Praxis, solche Mäntel einzukaufen, kommt es vor, dass selbst konkurrierende Lokalzeitungen hier inhaltlich identisch sind. Ein Großteil des Mantels besteht folglich aus Meldungen der Nachrichtenagenturen oder Berichten von Korrespondenten. Der Einkauf eines Mantels geht nicht selten mit einer Anzeigenkooperation zwischen einer Lokalzeitung und einem überregionalen Blatt einher und ist somit auch ein Mittel, die Reichweite und Marktmacht zu steigern. Das ist oft mit einem Verlust an Meinungsvielfalt verbunden.

## Mantelredaktion
Die Mantelredaktion ist entsprechend für überregionale Themen in Regionalzeitungen verantwortlich. Früher gab es nahezu ausschließlich Vollredaktionen, die alle Beiträge für ihre Publikation selbst geschrieben und erstellt haben. Viele Regional- und Lokalzeitungen haben heute nur noch eine eigene Lokalredaktion, jedoch keine Vollredaktion mehr. Das heißt, sie bedienen sich für die weiteren Ressorts außerhalb des Lokalressorts der Mantelredaktionen. Dieser Trend begann während der Konzentrationswelle in den 1980er-Jahren. Meist versorgen Mantelredaktionen mehrere Kopfblätter aus so genannten Zeitungsverbünden (Zusammenschluss mehrerer Zeitungen) mit den Ressorts Politik, Wirtschaft, Feuilleton und Sport. Überregionale Zeitungen, die ihre eigenen Vollredaktionen betreiben, bezeichnet man als publizistische Einheiten. Alle Titel, die den gleichen Zeitungsmantel haben, gelten als zusammen als eine einzige publizistische Einheit, diese haben sich in dem Zeitraum von 1954 bis 2004 von 225 auf 138 verringert.